# La Guàrdia (la Baronia de Rialb)
La Guàrdia és una muntanya de 725 metres que es troba al municipi de la Baronia de Rialb, a la comarca catalana de la Noguera.
Al cim podem trobar-hi un vèrtex geodèsic (referència 265096001).